# 서울봉현초등학교
서울봉현초등학교(奉峴初等學校)는 대한민국 서울특별시 관악구 봉천동에 있는 공립 초등학교이다.

## 학교 연혁
- 2003년 5월 27일: 개교
- 2023년 5월 27일: 개교 20주년

## 참고 자료
- 서울봉현초등학교 - 한국교육학술정보원 학교알리미

## 교화,교목
철쭉-철쭉처럼 시들지 않는 의지를 가지라고 철쭉이 교화이다.
소나무-소나무처럼 튼튼한 몸을 가지라고 소나무가 교목이다.